# ブルーノ・マルティンス・インディ
ロランド・マクシミリアーノ "ブルーノ" ・マルティンス・インディ（Rolando Maximiliano "Bruno" Martins Indi,  1992年2月8日 - ）は、ポルトガル・バレイロ出身のオランダのサッカー選手。AZアルクマール所属。ポジションはDF。

## 経歴

### クラブ

#### プロ入り前
ポルトガルのバレイロで生まれてから3ヶ月後にオランダへ移住。その後、ロッテルダムで育ち、オランダの市民権を獲得した。ロッテルダムのスパルタン '20でキャリアを始めた後にフェイエノールトのユースに移ったマルティンス・インディは、2009-10シーズンにヨルディ・クラーシ、リッキー・ファン・ハーレン、ルク・カステグノス、ジェルソン･カブラルら多くのタレント共にU-19リーグで優勝。ユースでは身体能力の高い左バックとしてプレーしていた。

#### フェイエノールト
2010-11プレシーズン、当初はSBVエクセルシオールへの期限付き移籍が検討されていたがフェイエノールトのトップチームでトレーニングに参加できるチャンスを掴み、そのまま見事にセレクション入りを果たした。2010年8月19日にUEFAヨーロッパリーグ 2010-11のKAAヘント戦（ホーム1-0勝利）で先発出場で公式戦初出場、3日後のヘラクレス・アルメロ戦 (1-1) でリーグ戦初出場を飾った。9月12日のNACブレダ戦でキャリア初のレッドカードを提示された。10月24日のPSVアイントホーフェン戦（0-10敗北）では35分にルベン・スハーケンと交代出場し、アンドレ・バイーア、ティム・デ・クレル、ステファン・デ・フライと共に長時間守備陣を形成するも、0-10でクラブ史上最大の敗戦を経験した。10月31日のAZアルクマール戦（1-2敗北）でルク・カステグノスの得点を初アシストし、1-1の引き分けに持ち込むも最終的に敗北。4月17日のヴィレムII戦（6-1勝利）でコーナーキックから頭でキャリア初得点を挙げ、さらに守備面でも安定したパフォーマンスを披露し、評価を得た。
2011-12シーズンは、エクセルシオールから加入したミケル・ネロム、カイ・ラムスタインとのポジション争いの末、ラムスタインの長期離脱によって左SBでチャンスを掴んだ。さらに11月からはデ・フライが負傷離脱したためCBにポジションを移し、シーズン終盤にデ･フライが復帰するまでロン・フラールと共にコンビを形成し、リーグ2位に貢献。久しぶりのUEFAチャンピオンズリーグへの挑戦権を手に入れた。そのパフォーマンスから、2012年2月20日に契約を2016年夏まで延長した。
2012-13シーズンはフラールの移籍、ヨリス・マタイセンの加入、デ・フライの負傷離脱、さらにマタイセンの負傷とチームのCBコンビが落ち着かない中でスタメン出場を続け、その高い守備力でチームを支え、特にFCディナモ・キーウとのCL予選（ホーム1-0勝利）ではスタンドで観戦したルイ・ファン・ハール代表監督に「彼のプレーは驚愕だった」と言わしめ初招集に繋がるプレーを見せた。本人はCBでのプレイを希望しているが、デ･フライとマタイセンが復帰してからは左バックでの起用が続いている。

#### FCポルト
2014年7月15日、FCポルトへの移籍が合意した。

#### ストーク・シティ
2016年8月31日、ストーク・シティにレンタル移籍した。公式戦37試合に出場し主力として活躍した。2017年8月11日に完全移籍した。契約期間は5年、移籍金は770万ユーロ。

#### AZ
2020年10月6日、リーグ開幕3試合で8失点と守備が崩壊していたAZアルクマールに1シーズンのレンタル移籍をした。
2021年7月6日、AZアルクマールへ完全移籍。

### 代表
オランダとポルトガルの2つのパスポートを所持しているためオランダ代表かポルトガル代表のどちらかで出場する資格があり、最終的にオランダ代表を選択。2009年10月25日、2009 FIFA U-17ワールドカップのU-17コロンビア戦（1-2敗北）で、ワシム・ブーイと交代で79分から出場し、U-17代表としてデビューをした。同カテゴリーで出場したのは、この試合のみだった。2010年5月23日にU-19代表に招集されると、U-19ドイツ戦（3-0勝利）で90分フル出場をした。
2012年8月15日のベルギー戦でA代表デビュー。試合は2-4と敗れたが、チームの2得点の起点となるパスを送るなど安定したプレーを見せてそのままスタメンに定着。ハンガリー戦で初ゴール。ファン・ハール監督の下で若返ったオランダ代表の象徴的存在となり、2013年2月6日のイタリアとの親善試合 (1-1) はCBで初起用されると、デ・フライと共にマリオ・バロテッリを押さえ込み、さらに評価を上げた。

## 評価
ロナルド・クーマン監督はマルティンス・インディを「完璧なDF」と呼び、「非常に落ち着いた若者だが、勉強熱心で自分を成長させていくことしか頭にない」と特にその向上心を高く評価、オランダ代表の泣き所である左バックのポジションについても「彼がいれば10年は安泰」と語った。
オランダ代表のキャプテンを務めるヴェスレイ・スナイデルはマルティンス・インディについて「ビッグ・タレントなだけでなく、オープンでとても愉快な若者。あらゆる意味で彼は代表にとって価値のある存在だ」と讃えた。

## エピソード
- 2012年9月7日に2014 FIFAワールドカップ・ヨーロッパ予選初戦でトルコ戦（ホーム2-0勝利）でロスタイムに2点目が決まった直後に、喜んだマルティンス・インディはベンチに走り寄り、そのまま手を広げて迎えたファン・ハール監督に抱きついて尻餅をつかせた。ファン・ハール監督は「彼が走ってきた時に『あんな重い奴は支えられないぞ』と思ったんだがね。腰は手術したことがあるから、あまり悪くならないことを願っているよ」と試合後に語っている[17]。

- 2012年10月7日にアウェイのFCフローニンゲン戦 (2-2) で前半に退場者を出していたフェイエノールトが後半ロスタイムにマルティンス・インディの同点ゴールで引き分けに持ち込むことに成功。ゴール直後にベンチに走り寄ったマルティンス・インディはそのままクーマンに抱きついたが、クーマンは見事に支えて見せ、「私はルイよりも若いし体重もあるから、ブルーノのようなビーストでも受け止められるんだ」と語った[18]。

- 2014年のブラジルでのワールドカップ初戦 スペイン戦においてディエゴ・コスタから頭突きアクションを受けたマルティンス･インディが見せた激しい怒りの表情が画面に映り、すぐさまSNS上で多くのコラ画像が生まれた[要出典]。

## 代表歴

### 出場大会
- オランダ代表
  - 2014 FIFAワールドカップ

### 試合数
- 国際Aマッチ 36試合 2得点（2012年-2022年）[19]

| オランダ代表 | 国際Aマッチ | 国際Aマッチ |
| 年           | 出場        | 得点        |
| ------------ | ----------- | ----------- |
| 2012         | 6           | 2           |
| 2013         | 6           | 0           |
| 2014         | 14          | 0           |
| 2015         | 5           | 0           |
| 2016         | 0           | 0           |
| 2017         | 3           | 0           |
| 2018         | 0           | 0           |
| 2019         | 0           | 0           |
| 2020         | 0           | 0           |
| 2021         | 0           | 0           |
| 2022         | 2           | 0           |
| 通算         | 36          | 2           |